# Casa Melino
La Casa Melino és una obra de Castelló d'Empúries (Alt Empordà) inclosa a l'Inventari del Patrimoni Arquitectònic de Catalunya.

## Descripció
Situada dins l'antic nucli històric de la població, al barri del Mercadal i davant de la basílica menor de Santa Maria.
Casa entre mitgeres de planta rectangular que consta de planta baixa i planta pis, amb pati a la part posterior. La coberta és a dues vessants de teula àrab, amb el carener paral·lel a la façana. L'element destacable de la construcció és el gran portal d'arc de mig punt adovellat que dona accés a l'interior, el qual està bastit amb grans dovelles i amb els brancals amb carreus ben escairats. La finestra ubicada a la primera planta, oberta amb posterioritat, trenca les dovelles del portal per la part superior. La resta de la façana es troba arrebossada i pintada de color verd.